# Metaxytherium medium
Espèce
Metaxytherium medium est une espèce fossile de mammifère marin de l'ordre des siréniens (mammifères aquatiques ancêtres du lamantin et du dugong) ayant vécu au cours du Miocène il y a 15,97 à 7,246 Ma. On en retrouve les fossiles dans plusieurs pays d'Europe dont l'Autriche, la France, l'Allemagne, la Grèce, l'Italie et les Pays-Bas. Il s'agit d'une espèce classique du Langhien au Tortonien.
Il appartient au genre fossile Metaxytherium et à la sous-famille fossile des Halitheriinae.

## Historique
L'espèce Metaxytherium medium est décrite en 1822 par le paléontologue français Anselme Gaëtan Desmarest (1784-1838),, dans le genre Metaxytherium et un de ces nombreux synonymes de cette espèce est Metaxytherium Cuvieri De Christol, 1834.

### Fossiles
Selon Paleobiology Database en 2025, cette espèce Metaxytherium medium a soixante-et-une collections référencées de fossiles.

### Stratigraphie
- Ère : Cénozoïque
- Période : Néogène
- Époque : Miocène

### Synonymes
La première mention est due à Georges Cuvier qui considérait le Dugongidae comme un fossile d'hippopotame (Hippopotame moyen), découvert à Saint-Michel de Chaisine en Maine-et-Loire. Il s'agissait en réalité du Metaxytherium medium.
Peu après, Anselme Gaëtan Desmarest, en 1822 donne le nom d'Hippotamus medius, pour indiquer ce que lui et son professeur Georges Cuvier considéraient comme un fossile. Jules de Christol rapporte le sujet aux lamantins en 1832, puis le considère comme une espèce de Dugong en 1834.
Le genre Metaxytherium est créé en 1840. L'espèce-type est le Metaxytherium medium.
On trouve comme synonymes : 
- Halianassa cordieri, de Christol in de Blainville 1844 (no. 86873) ;
- Halianassa cuvieri, de Christol 1832 (no. 86876) ;
- Halicore cuvieri, de Christol 1832 (no. 147849) ;
- Halicore cuvierii, de Christol 1832 (no. 86599) ;
- Halitherium cordieri, de Christol in de Blainville 1844 (no. 86877) ;
- Halitherium cuvieri, de Christol 1832 (no. 86870) ;
- Halitherium fossile, Holl 1829 (no. 104057) ;
- Haplosiren leganyii, Kretzoi 1951 (no. 66013) ;
- Hippopotamus intermedius, Holl 1829 (no. 86869) ;
- Manatus cuvieri, de Christol 1832 (no. 86874) ;
- Manatus fossilis, Holl 1829 (no. 86872) ;
- Metaxitherium cordieri, de Christol in de Blainville 1844 (no. 146887) ;
- Metaxytherium catalaunicum, Pilleri et al. 1989 (no. 86584) ;
- Metaxytherium cordieri, de Christol in de Blainville 1844 (no. 86871) ;
- Metaxytherium cuvieri, de Christol 1832 (no. 122016) ;
- Metaxytherium cuvierii, de Christol 1832 (no. 86875) ;
- Metaxytherium fossile, Holl 1829 (no. 86878) ;
- Metaxytherium petersi, Abel 1904 (no. 65040) ;
- Thalattosiren petersi, Abel 1904 (no. 65041).

## Description
L'animal pouvait dépasser 3 mètres de long. Il possédait un cou court, peu marqué. Ses vertèbres sont comme ses côtes alourdies et épaissies. Son thorax était massif. Il portait une queue longue, avec un bassin réduit. Ses membres antérieurs étaient bien développés et adaptés à la nage.
Son crâne était caractéristique des représentants de la famille des Dugongidae. Il est relativement étroit, élevé, allongé, avec un rostre bien développé à prémaxillaire jouant un rôle important.
Les dents ont une couronne trapue à tubercules arrondis composant de grossières crêtes transverses. La denture supérieure comporte une incisive, deux prémolaires et trois molaires. La colonne vertébrale comporte environ 55 vertèbres et l'on dénombre environ 19 paires de côtes longues et composant une voûte thoracique.

## Conditions
Les dugongs vivent dans un milieu marin de faible profondeur. Par  comparaison, il est possible d’en déduire que Metaxytherium medium vivait dans des conditions similaires, en bandes, dans des eaux chaudes peu profondes, parcourues de courants rapides ainsi qu'en témoignent les fossiles. Ils se nourrissaient de végétaux marins. Une algue, Nullipora floreabrassica, est commune dans ces gisements où elle accompagne de nombreux bryozoaires. Pour Léonard Ginsburg et Janvier, la robustesse de ses dents indiquerait l'appoint essentiel d'une autre nourriture, plus coriace, telle que des coquillages.
Carnivet (2016) indique que ces mammifères sont inféodés aux milieux saumâtres, et que les conditions paléogéographiques stabilisées à la fin du Miocène ont pu être favorables à leur développement.

## Existence
L'espèce est connue au Miocène moyen et supérieur dans des sédiments caractéristiques d'eaux marines côtières ou intérieures.
À la fin du Miocène, le genre Metaxytherium a disparu du monde entier, à l'exception de la côte euro-africaine, où l'on trouve l'espèce Metaxytherium serresii, en Italie (7,24 millions d'années), en Libye (6,8 millions d'années), en Espagne (5,2 à 4,98 millions d'années) et en France (5,3 à 4 millions d'années). Cette espèce est beaucoup moins importante par rapport à la précédente.

## Spécimens

### Restes fossilisés
Les principaux restes fossiles de ces animaux sont des côtes, des dents isolées et parfois des vertèbres.

### Relation trophique avec les requins
On a retrouvé quelques rares os de Metaxytherium marqués de stries profondes notamment sur des côtes, il s'agit très probablement de morsures de requins, qui d'après certains spécialistes, se nourrissaient de ces animaux. Jean-Marie Canevet indique en 2016 que l'abondance de Metaxytherium medium semble montrer une relation trophique avec les requins.

### Halitherium
Le genre Thalattosiren (Sickenberg 1928) était autrefois considéré comme distinct de Metaxytherium, mais est maintenant considéré comme un synonyme junior de Metaxytherium medium.
Les restes de Metaxytherium medium ont souvent été rapportés au Dugongidae Halitherium dans la littérature du XIXe siècle alors que cette dernière espèce est associée par Gaudry à une forme du Miocène inférieur, même si Voss en 2014 considère Halitherium comme un nomen dubium.

### France
En France, leurs restes fossiles sont fréquents dans les faluns d'Anjou, de Bretagne et de Touraine. On retrouve aussi ses restes en quantité à Gourbesville dans la Manche.
- Un squelette complet est trouvé à Doué-la-Fontaine dans les faluns du Miocène supérieur en 1921 dans la propriété de Victor et Marcel Chatenay, au cours d'une excavation pratiquée à faible profondeur dans le falun. Il est décrit en 1928 par Jean Cottreau et est exposé au Muséum national d'histoire naturelle de Paris. Un moulage de celui-ci est exposé au Muséum d'histoire naturelle de Tours.
- Un squelette composite de Metaxytherium medium est présenté dans la galerie de paléontologie du Muséum des Sciences Naturelles d'Angers depuis 1963.
- Un squelette de Metaxytherium medium est découvert dans la carrière de « La Morfassière » en 1987.

### Autriche
Les fossiles trouvés datant du Miocène moyen, de la région centrale du Paratéthys, correspondant à la partie est de l'Autriche actuelle étendent la zone d'action du Metaxytherium medium. Des spécimens sont trouvés au début du XXIe siècle dans les localités de Gainfran, Baden/Rauchstallbrunngraben, Lebring-Sankt Margarethen, et Retznei, en Autriche, et Fazekasboda en Hongrie.

### Italie
Les premiers rapports concernant des siréniens fossiles dans le Miocène dans les dépôts de Calabre datent de 1886, lorsqu'Antonio Neviani, dans une étude sur les mammifères marins fossiles, mentionne des restes fragmentaires à la périphérie de la ville de Catanzaro. En 1924, Del Campana a rapporté une partie de ces fossiles des environs de Caria, dans la province de Vibo Valentia. En 1970, les sables du Tortonien de Santa Domenica di Ricàdi, à quelques kilomètres de Tropea, fournissent un squelette de Metaxytherium medium. Ce spécimen est conservé au Musée de paléontologie du Museo delle Scienze Naturali dell'Università Federico II di Napoli. Plus récemment, Vazzana (1988) et Carone (1996, 1997) ont signalé (également sous le nom Metaxytherium medium) divers éléments squelettiques, y compris une mandibule avec deux molaires, dans les localités entre Tropea et Cessaniti.
Les carrières de sable près de Cessaniti ont depuis fourni du matériel plus complet. Ces nouveaux spécimens permettent d'établir pour Daryl Paul Domning et Carone que les siréniens de Cessaniti, qui sont stratigraphiquement plus récents que le squelette de San Domenica di Ricàdi, ne représentent pas Metaxytherium medium, mais son descendant direct Metaxytherium serresii, qui était précédemment connu uniquement en France et en Libye, et que l'on croyait être exclusivement du Pliocène.

### Publication originale
- [1822] Anselme Gaëtan Desmarest, Mammalogie ou description des especes de mammiferes. Second partie, contenant les orders des rongeurs, des edentes, des pachydermes, des ruminans et des cetaces, coll. « ? », 1822, 277-556 p. (DOI 10.5962/bhl.title.66799).